# Алимов, Усмонхон Темирхон угли
Усмонхон Темирхон угли Алимов (узб. Usmonxon Temirxon oʻgʻli Alimov; 1 января 1950, Иштыхан, Самаркандская область — 15 августа 2021, Москва) — узбекский религиозный деятель и богослов, муфтий, председатель Управления мусульман Узбекистана с 11 августа 2006 года по 15 августа 2021.

## Биография
Усмонхон Алимов родился 1 января 1950 года в городе Иштыхан Самаркандской области. В 1957—1967 годах учился в школе № 57 имени Алишера Навои в своём родном городе. В 1982—1983 годах получил религиозное образование в медресе Мири Араб в Бухаре. В 1987 году окончил Ташкентский исламский институт имени Имама аль-Бухари. В 1989—1990 годах учился в Университете Каравийин в Марокко.

## Карьера
С 1987 по 2000 год служил имамом в мечети Имама аль-Бухари в городе Пайарык. В январе 2000 года назначен главным муфтием Самаркандской области.
8 августа 2006 года назначен главным муфтием Узбекистана и председателем Управления мусульман Узбекистана.
Умер 15 августа 2021 года находясь на лечении в Москве от COVID-19.

## Награды
- Орден «Эл-юрт хурмати» (6 января 2020)[5].

## Примечание
1. ↑  Ўзбекистон мусулмонлари идораси раиси, муфтий Усмонхон Алимов. Дата обращения: 18 августа 2019. Архивировано 10 июля 2021 года.
2. ↑  Usman Alemov (англ.). The Muslim 500. Дата обращения: 6 января 2020. Архивировано 18 августа 2019 года.
3. ↑  Uzbekistan grand mufti Usmonkhon Alimov reportedly dies from COVID-19 | Tajikistan News ASIA-Plus. asiaplustj.info. Дата обращения: 3 января 2024. Архивировано 2 декабря 2022 года.
4. ↑  Умер главный муфтий Узбекистана. Дата обращения: 15 августа 2021. Архивировано 31 августа 2021 года.
5. ↑  Муфтий Усмонхон Алимовга «Эл-юрт ҳурмати» ордени топширилди. Дата обращения: 15 августа 2021. Архивировано 15 августа 2021 года.